# Decomposizione JSJ
In geometria la decomposizione JSJ è un teorema riguardante le 3-varietà. Il nome è legato alle iniziali dei tre matematici che formularono il teorema alla fine degli anni settanta, e cioè William Jaco, Peter Shalen e Klaus Johannson.
Il teorema garantisce che ogni 3-varietà irriducibile si decompone lungo tori in modo unico. Per questo è anche chiamato teorema di decomposizione lungo tori. Può essere interpretato come una seconda decomposizione, dopo quella lungo sfere garantita dal teorema di Kneser-Milnor. Il teorema è un ingrediente fondamentale nella formulazione della congettura di geometrizzazione di Thurston.

## Enunciato
L'enunciato può essere espresso in vari modi diversi. Sia {\displaystyle M} una 3-varietà irriducibile. Tutte le superfici e le mappe menzionate sono supposte differenziabili.

### Isotopia
Un toro incompressibile {\displaystyle T_{0}\subset M} è importante se per ogni altro toro incompressibile {\displaystyle T_{1}\subset M} esiste una isotopia che sposta {\displaystyle T_{1}} in un altro toro {\displaystyle T_{1}'} disgiunto da {\displaystyle T_{0}}. Qui per isotopia si intende una isotopia della mappa inclusione
{\displaystyle i:T_{1}\hookrightarrow M}
che trasforma {\displaystyle i} in {\displaystyle i'} con {\displaystyle i'(T_{1})=T_{1}'}.
Due tori disgiunti {\displaystyle T_{1}} e {\displaystyle T_{2}} in {\displaystyle M} sono paralleli se sono il bordo di una sottovarietà con bordo di {\displaystyle M} omeomorfa a {\displaystyle T_{1}\times [-1,1]}.
Il teorema JSJ asserisce il fatto seguente.
In {\displaystyle M} esiste un'unica famiglia massimale {\displaystyle T_{1},\ldots ,T_{k}} di tori importanti disgiunti e non paralleli a coppie. La famiglia è unica a meno di isotopie.
Nell'enunciato, per "unicità a meno di isotopia" si intende che due famiglie di questo tipo {\displaystyle T_{1},\ldots ,T_{k}} e {\displaystyle T_{1}',\ldots ,T_{h}'} hanno la stessa cardinalità {\displaystyle k=h} ed esiste una isotopia ambiente di {\displaystyle M} che sposta contemporaneamente ogni {\displaystyle T_{i}} su {\displaystyle T_{i}'} (a meno di riordinare i tori).

### Varietà di Seifert
L'enunciato seguente è più noto; fa uso delle varietà di Seifert.
In {\displaystyle M} esiste un'unica famiglia minimale {\displaystyle T_{1},\ldots ,T_{k}} di tori incompressibili disgiunti il cui complementare è unione di varietà di Seifert e varietà atoroidali.
L'unicità è a meno di isotopia, come nell'enunciato precedente. La famiglia qui è però minimale, dove prima era massimale.